# BMW R 80 G/S
R 80 G/S - produkowany w berlińskich zakładach od 1980 do 1987 roku dwucylindrowy (bokser) motocykl firmy BMW typu turystyczne enduro (pierwszy na świecie). Jest to pierwszy motocykl enduro z wielocylindrowym silnikiem i jednostronnym wahaczem. W momencie rozpoczęcia produkcji było najsilniejsze i najcięższe enduro na świecie. Motocykl ten pozwolił na powrót BMW do rajdów motocyklowych i wielokrotnie zwyciężył w rajdzie Paryż-Dakar. Wyprodukowano ponad 20000 sztuk. 

## Konstrukcja
Chłodzony powietrzem i olejem dwucylindrowy górnozaworowy silnik w układzie bokser z dwoma zaworami na cylinder o mocy 37kW/50KM. Zasilanie poprzez dwa gaźniki. Prędkość maksymalna wynosi 159 km/h. Masa zatankowanego motocykla to 192 kg. Z przodu pojedynczy hamulce tarczowe o średnicy 285mm, z tyłu hamulec bębnowy o średnicy 200mm. Zbiornik paliwa o pojemności 19,5 dm³. Przednie zawieszenie z widelcem teleskopowym. Zawieszenie tylne z jednostronnym wahaczem. Napęd koła tylnego wałem Kardana.